# إدارة كالداس
إدارة كالداس واحدة من 32 إدارة في كولومبيا، وتبلغ مساحتها 7,888 كيلومتر مربع وسكانها 989,942 في عام 2016.